# La Revue scientifique
Pour les articles homonymes, voir Revue scientifique et Nucléus.
La Revue scientifique est une ancienne revue de sciences fondée en 1863. Elle était également appelée la « revue rose », selon la couleur de sa couverture et par opposition à la Revue politique et littéraire, la « revue bleue » du même éditeur. Journal hebdomadaire de 1863 à 1924, il devient bimensuel à partir de 1925.

## Histoire
Au cours de son histoire, le journal a plusieurs fois changé de nom :
- La Revue des cours scientifiques de la France et de l’étranger, 1863-1870  (ISSN 0991-6938)[2]
- La Revue scientifique de la France et de l’étranger, 1871-1883  (ISSN 0151-055X)[3]
- Revue scientifique, 1884-1959  (ISSN 0370-4556)[4]
- Nucleus, 1960-1970  (ISSN 0550-3329)

Le journal est ensuite absorbé en 1971 par La Recherche.

### Guerre de 1870
La publication de la Revue Scientifique a été fortement perturbée par la guerre franco-prussienne de 1870. Il n'y a pas eu de premier semestre 1871. C'est l'occasion pour la revue d'entamer sa deuxième série en changeant de nom et commençant les années de la revue au 1er janvier.

### Première Guerre mondiale
La publication de la Revue Scientifique a été perturbée par la déclaration de la Première Guerre mondiale avec un seul numéro pour la période 8 août 1914 - 14 novembre 1914.